# Elhlateese Indian Reserve 2
Elhlateese Indian Reserve 2 är ett reservat i Kanada.   Det ligger i Regional District of Alberni-Clayoquot och provinsen British Columbia, i den sydvästra delen av landet, 3 700 km väster om huvudstaden Ottawa. Elhlateese Indian Reserve 2 ligger vid sjön Henderson Lake.
I omgivningarna runt Elhlateese Indian Reserve 2 växer i huvudsak barrskog. Trakten runt Elhlateese Indian Reserve 2 är nära nog obefolkad, med mindre än två invånare per kvadratkilometer.